# Saint-André-lez-Lille
Saint-André-lez-Lille település Franciaországban, Nord megyében. Lakosainak száma 12 909 fő (2022. január 1.). Saint-André-lez-Lille Marquette-lez-Lille, Verlinghem, Wambrechies, Lambersart, Lille és La Madeleine községekkel határos.

## Népesség
A település népessége az elmúlt években az alábbi módon változott:
| Lakosok száma | 11 533 | 12 336 | 12 429 | 12 608 | 12 966 | 13 151 | 13 004 | 12 942 | 12 909 |
|               | 2013   | 2015   | 2016   | 2017   | 2018   | 2019   | 2020   | 2021   | 2022   |